# Roberto Viaux
Roberto Urbano Viaux Marambio (Talca, 25 de mayo de 1917 - Santiago, 5 de septiembre de 2005) fue un militar chileno, conocido por encabezar el "Tacnazo" —una sublevación de miembros del Ejército en demanda de mayores remuneraciones— y el asesinato del comandante en jefe del Ejército, general René Schneider.

## Biografía
Hijo del mayor de Ejército, comandante del Grupo del Regimiento "Chorrillos" de Talca, Ambrosio Viaux Aguilar. Su educación la realizó en el Liceo Alemán de Santiago.

## Carrera militar
Ingresó a la Escuela Militar en 1933, recibiéndose de alférez del Ejército en el Arma de artillería, el 1 de enero de 1937.

### General
Entre 1952 y 1954, fue integrante de los movimientos PUMA y Línea Recta —cofradías militares de abierta deliberación polìtica y comprometidos con el presidente Carlos Ibáñez del Campo—.
En febrero de 1969, fue ascendido a general de Brigada, siendo destinado como comandante en jefe de la Primera División del Ejército en la ciudad de Antofagasta. Se casó con Delia Ygualt Ossa y tuvieron cuatro hijos: Roberto, Delia, Juan Pablo y Rodrigo.
En octubre de 1969, la Junta Calificadora del Ejército dio de baja al general Viaux, quien no aceptó esto e intentó mediante una carta dirigida al presidente Eduardo Frei Montalva, informando la situación del Ejército y las Fuerzas Armadas en general.
De regreso en Antofagasta, Viaux se negó a entregar el mando de la guarnición a su reemplazante, el general Mandujano, ya que este no mostró el decreto que disponía la entrega de la unidad. Por esta razón, el comandante en jefe del Ejército general Sergio Castillo Aránguiz llamó a Viaux a Santiago para iniciar un sumario por la no entrega del cargo.

### Tacnazo
A su llegada a Santiago, la noche del 20 de octubre de 1969, Viaux fue visitado por varios oficiales del Ejército, quienes pidieron que los encabezara, ya que no reconocían la autoridad de sus actuales jefes. El general Viaux aceptó esta petición y se acuarteló en el Regimiento “Tacna” de Santiago a las 06:00 horas del 21 de octubre de 1969 para exigir mejoras salariales y profesionales para el Ejército, además, exigió la renuncia del ministro de Defensa Tulio Marambio y del comandante en jefe general Sergio Castillo Aránguiz. El gobierno de Eduardo Frei Montalva respondió clausurando la legislatura extraordinaria y decretando Estado de sitio. Este hecho, conocido como “Tacnazo”, terminó con la firma de un acta entre Viaux y el subsecretario de Salud Patricio Silva Garín. Roberto Viaux fue detenido el 22 de octubre para ser llevado al Juzgado Militar de Santiago. Aunque el propio Viaux rechazó
la teoría de asesinato en contra de Salvador Allende en su camino a la presidencia, existieron varios indicios de que sus acciones e implicaciones en el "Tacnazo" tuvieron notables consecuencias y relaciones con los interesados y partícipes del Golpe de Estado de 1973.

### Asesinato del general Schneider
Luego de la elección presidencial de 1970, Viaux y un grupo de militares activos y elementos de ultraderecha, concertaron un plan para producir pánico, temor y descontento en la ciudadanía, para que, según ellos, las Fuerzas Armadas se decidieran a asumir el control por medio de un golpe de Estado. Para esto se decidieron por el plan de "retener o secuestrar" al comandante en jefe del Ejército general René Schneider. El general fue emboscado en las intersección de Avenida Martín de Zamora y Avenida Américo Vespucio en Las Condes, Santiago. Cuando el general trató de defenderse con su arma de servicio, fue tiroteado innumerables veces. Hospitalizado de gravedad en el Hospital Militar de Santiago, murió tres días después. El general Viaux fue enjuiciado, convicto y puesto en prisión por este asesinato.
Esta acción fue apoyada por la CIA dentro del Proyecto FUBELT, una serie de acciones destinada a evitar que se consolidara el gobierno de Salvador Allende, evitando que asumiera su cargo como presidente o, en caso contrario, preparando inmediatamente la desestabilización de su gobierno para que finalmente colapsara.

### Kissinger
Críticos de la política intervencionista estadounidense en Chile, incluyendo al periodista Christopher Hitchens, acusaron al asesor de Seguridad Nacional de los Estados Unidos Henry Kissinger de conspirar con Viaux en el asesinato del general Schneider. Además del rol de Kissinger en el Golpe, los documentos desclasificados de Estados Unidos mostraron que la CIA había explorado la posibilidad de un golpe de Viaux; se dieron cuenta de que no era viable y no lo apoyaron, pero mantuvieron contacto con él suministrando armas limpias es decir con los números de serie borrados las que fueron botadas al mar por un diplomático estadounidense en Viña del Mar después del atentado.

Esto no luce bien. Desactívenlo. Nada peor que un golpe abortado.
Richard Nixon refiriéndose al intento de golpe militar de Viaux.

### Proceso judicial y nexos con la CIA
La justicia militar concluyó como autores materiales de los disparos a Julio Bouchón, José Melgoza Garay y León Cosmelli. Además que el asesinato de Schneider estaba planeado por dos grupos militares, uno conducido por Roberto Viaux y el otro por el general Camilo Valenzuela. Viaux y Valenzuela fueron condenados por su eventual conspiración para causar un golpe de Estado, y Viaux también fue condenado por el secuestro.
La CIA, bajo el nombre de “Proyecto FUBELT”, financió a estos grupos en su intento de evitar la llegada de Allende a la presidencia mediante un golpe de Estado. Luego de revisar los planes de Viaux, la CIA determinó que no tendría éxito, y que no lo apoyarían por ser muy prematuro el forzar un golpe de Estado. De igual manera, Viaux realizó el intento de secuestro “actuando de manera independiente de la CIA en ese momento”.
El grupo golpista liderado por el general Camilo Valenzuela era “un grupo bien conocido por la CIA y evaluado como capaz de llevar a cabo con éxito un golpe”. Fue armado con tres subametralladoras, municiones y 8 a 10 granadas de gas lacrimógeno. Estas armas no fueron utilizadas y fueron devueltas a la CIA.

Un miembro del grupo de Viaux que había evitado ser detenido se recontactó con la Agencia y pidió asistencia económica para el grupo. Aunque la Agencia no tenía obligación alguna con este grupo porque había actuado por su cuenta, en un esfuerzo por mantener en secreto el contacto previo con este grupo, y por razones humanitarias, se le entregó 35.000 dólares.
El Informe Hinchey noviembre de 1970.

Los hijos del general, René y Raúl Schneider Arce, presentaron una querella en una corte federal en Washington D. C. el 10 de septiembre de 2001. En ella fueron acusados por el apoyo otorgado al secuestro y asesinato de Schneider: Henry Kissinger, el exdirector de la CIA, Richard Helms, el agregado militar estadounidense en Chile en 1970, Paul Wimert, y otros elementos de la Casa Blanca.
La defensa de Kissinger argumentó que su responsabilidad era política y no legal. La Corte Suprema de los Estados Unidos aceptó esa postura en un fallo de abril de 2006.
El 16 de junio de 1972, el juicio a Roberto Viaux Marambio determinó veinte años de presidio mayor en su grado máximo por el secuestro con resultado de muerte de Schneider y cinco años de extrañamiento por infringir la ley de seguridad interior del Estado. El 4 de septiembre de 1973, Viaux partió a Paraguay a cumplir su condena de extrañamiento.
En 2002, el exsecretario de Estado estadounidense Henry Kissinger fue requerido por tribunales en Francia, Argentina y Chile para declarar como testigo en casos de violaciones a los derechos humanos en el Cono Sur, además de una querella criminal en Chile por la Operación Cóndor. En Estados Unidos, se le cuestiona o acusa de complicidad por su rol en matanzas, crímenes y golpes de Estado desde Asia a Sudamérica. Sin embargo, hay un solo crimen en que las huellas de Kissinger han quedado estampadas sin lugar a dudas: el asesinato del comandante en jefe del Ejército chileno, general René Schneider.

## Últimos años
Durante la crisis entre Argentina y Chile de 1978 producto del conflicto del Beagle, se le permitió participar en el Comité Patria y Soberanía.
En el gobierno de Patricio Aylwin (1990-1994), se le devolvió la ciudadanía. Roberto Viaux falleció el 5 de septiembre de 2005, a la edad de 87 años.